# Brette
Brette település Franciaországban, Drôme megyében. Lakosainak száma 31 fő (2022. január 1.). Brette Aucelon, Pradelle, Saint-Nazaire-le-Désert és Volvent községekkel határos.

## Népesség
A település népességének változása:
| Lakosok száma | 45   | 32   | 27   | 31   | 36   | 39   | 40   | 36   | 34   | 31   |
|               | 1968 | 1982 | 1990 | 2006 | 2013 | 2015 | 2017 | 2019 | 2020 | 2022 |